# 자동 호 분산기
전화통신에서 자동 호 분산기(Automatic call distributor, ACD)는 걸려오는 전화를 운영자가 사용하는 특정한 그룹의 터미널에 분산하는 장치나 시스템이다. 내선전화 (CTI) 시스템의 일부라고도 한다.
걸려오는 많은 전화를 관리하며, 걸려온 통화를 담당자에게 전환하고, 메시지를 녹음하고 사용률을 측정할 수 있다. 주로 호텔과 같이 전화 회선을 균형 있게 쓰기 위한 곳에서 자주 사용된다.
구내 교환기 기능의 하나로 탑재되거나, 외부에 부착된 컴퓨터에 의한 소프트웨어 제어를 따르는 것이 있다. 분배 기준은 "균등 분배", "일정 시간 경과 후 운영자에게 우선 분배", "숙련 운영자에게 우선 분배" 등과 같이 다양하며, 몇 개의 기준을 구내 교환기로 설정해 두면 그에 따라 분배를 한다.
기업의 내선 전화 전용으로 쓰이는 경우는 거의 없는 편이다. 전문가들은 "ACD 기술의 발명이 콜 센터의 개념을 가능케 했다"고 주장한다.

## 같이 보기
- 콜 센터